# Дознаватель
Дознаватель — должностное лицо органа дознания, правомочное либо уполномоченное начальником органа дознания осуществлять предварительное расследование в форме дознания, а также иные полномочия, предусмотренные уголовно-процессуальным законом. 
Дознаватель, как и следователь, уполномочен на проведение всех следственных действий при проведении расследования по уголовному делу, однако, в отличие от предварительного следствия, при проведении расследования в форме дознания обычно не выполняется процедура привлечения подозреваемого в качестве обвиняемого, а по окончании расследования составляется не обвинительное заключение (как в предварительном следствии), а обвинительный акт (а в случае дознания в сокращенной форме — обвинительное постановление). Также дознавателю требуется согласие прокурора для совершения некоторых установленных законом юридически значимых действий, и дознаватель не вправе отказаться выполнять указания начальника органа дознания и прокурора, если он с ними не согласен.
Одноименная должность имеется в органах внутренних дел, органах пограничной службы, таможенных органах (статья 40 Уголовно-процессуального кодекса РФ, статья 354 Таможенного кодекса Евразийского экономического союза говорят, что таможенные органы являются органами дознания и (или) следствия по делам о преступлениях или уголовных правонарушениях, производство по которым отнесено к ведению таможенных органов в соответствии с законодательством государств-членов), 
службе судебных приставов, органах государственной противопожарной службы.